# Spaanse legislatuur X
De Spaanse legislatuur X is in de Spaanse politiek de periode die begon toen, na de parlementsverkiezingen van 2011, op 13 december de Cortes Generales in een nieuwe samenstelling werd geïnstalleerd. Deze legislatuur eindigde op 27 oktober 2015 met de ontbinding van het parlement met het oog op de verkiezingen van 2015. Tijdens deze periode regeerde de conservatieve PP, en was Mariano Rajoy de premier.

## Machtsverhoudingen

### Cortes Generales
De parlementsverkiezingen die de machtsverhoudingen tijdens de negende legislatuur zouden bepalen, werden gewonnen door de conservatieve partij PP. De zetelverdeling in de Cortes Generales was als volgt:
| Congres   |                                 |                |         |                                                             |                                                                                             |                                                                |
| Fractie   | Fractie                         | Zetels fractie | Partij  | Zetels                                                      | Woordvoerder                                                                                | Partijleider                                                   |
|           | Populares                       | 185            | PP      | 185                                                         | Alfonso Alonso Rafael Hernando Vanaf 16/12/2014                                             | Mariano Rajoy                                                  |
|           | Socialisten                     | 110            | PSOE    | 96                                                          | José Antonio Alonso Soraya Rodríguez (Vanaf 14/02/2012) Antonio Hernando (Vanaf 09/09/2014) | Alfredo Rubalcaba Pedro Sánchez (Vanaf 27/07/2014)             |
| PSC       | Socialisten                     | 110            | 14      | Pere Navarro i Morera Miquel Iceta (Vanaf 30/06/2015)       | José Antonio Alonso Soraya Rodríguez (Vanaf 14/02/2012) Antonio Hernando (Vanaf 09/09/2014) |                                                                |
|           | Catalanen (tot 18/06/2015: CiU) | 16             | CDC     | 10                                                          | Josep Antoni Duran i Lleida                                                                 | Artur Mas Oriol Pujol (Vanaf 24/03/2012)                       |
| UDC       | Catalanen (tot 18/06/2015: CiU) | 16             | 6       | Josep Antoni Duran i Lleida (Vanaf 18/06/2015)              | Josep Antoni Duran i Lleida                                                                 |                                                                |
|           | Verenigd links                  | 11             | IU      | 8                                                           | Cayo Lara                                                                                   | Cayo Lara                                                      |
| ICV       | Verenigd links                  | 11             | 2       | Joan Saura Joan Herrera en Dolors Camats (vanaf 20/04/2013) | Cayo Lara                                                                                   |                                                                |
| CHA       | Verenigd links                  | 11             | 1       | Nieves Ibeas José Luis Soro (vanaf 10 februari 2012)        | Cayo Lara                                                                                   |                                                                |
|           | UPyD                            | 5              | UPyD    | 5                                                           | Rosa Díez                                                                                   | Rosa Díez                                                      |
|           | Basken                          | 5              | EAJ-PNV | 5                                                           | Josu Erkoreka Aitor Esteban (vanaf 18/12/2012)                                              | Iñigo Urkullu Andoni Ortuzar (vanaf 12/01/2013)                |
|           | Grupo mixto                     | 18             | Amaiur  | 7                                                           | Roulerend                                                                                   | Gelegenheidscoalitie tussen meerdere linkse Baskische partijen |
| ERC       | Grupo mixto                     | 18             | 3       | Oriol Junqueras                                             | Roulerend                                                                                   |                                                                |
| BNG       | Grupo mixto                     | 18             | 2       | Guillerme Vázquez Vázquez Xavier Vence (vanaf 17/03/2013)   | Roulerend                                                                                   |                                                                |
| CC        | Grupo mixto                     | 18             | 1       |                                                             | Roulerend                                                                                   |                                                                |
| NC        | Grupo mixto                     | 18             | 1       |                                                             | Roulerend                                                                                   |                                                                |
| Compromís | Grupo mixto                     | 18             | 1       | Mónica Oltra en Enric Morera i Català                       | Roulerend                                                                                   |                                                                |
| FAC       | Grupo mixto                     | 18             | 1       | Francisco Álvarez-Cascos                                    | Roulerend                                                                                   |                                                                |
| GBai      | Grupo mixto                     | 18             | 1       | Uxue Barcos                                                 | Roulerend                                                                                   |                                                                |

| Senaat        |                                 |        |         |        |                                                                                |
| Fractie       | Fractie                         | Zetels | Partij  | Zetels | Woordvoerder                                                                   |
|               | Populares                       | 163    | PP      | 163    | José Manuel Barreiro                                                           |
|               | Socialisten                     | 64     | PP      | 64     | Marcelino Iglesias María Chivite Vanaf 09/06/2014 Óscar López Vanaf 22/06/2015 |
|               | Catalanen (tot 18/06/2015: CiU) | 16     | CDC     | 9      | Jordi Vilajoana                                                                |
| UDC           | Catalanen (tot 18/06/2015: CiU) | 16     | 2       |        | Jordi Vilajoana                                                                |
| CiU           | Catalanen (tot 18/06/2015: CiU) | 16     | 2       |        | Jordi Vilajoana                                                                |
|               | Entesa catalana de progrès      | 10     | PSC     | 8      | José Montilla                                                                  |
| ICV           | Entesa catalana de progrès      | 10     | 2       |        | José Montilla                                                                  |
|               | Basken                          | 5      | EAJ-PNV | 5      | Joseba Zubia                                                                   |
|               | Grupo mixto                     | 8      | UPN     | 3      | Roulerend                                                                      |
| CC            | Grupo mixto                     | 8      | 2       |        | Roulerend                                                                      |
| FAC           | Grupo mixto                     | 8      | 1       |        | Roulerend                                                                      |
| EA-SV         | Grupo mixto                     | 8      | 1       |        | Roulerend                                                                      |
| Onafhankelijk | Grupo mixto                     | 8      | 1       |        | Roulerend                                                                      |

### Ministerraad
Op 21 december 2011 maakte Mariano Rajoy de personele bezetting van zijn ministerraad bekend. Hij heeft 13 ministers benoemd, de kleinste ministerraad sinds de herinvoering van de democratie in 1978. Belangrijkste persoon naast Rajoy is Soraya Sáenz de Santamaría, die de functie van vicepremier toebedeeld kreeg.

## Verloop

### Verkiezingen van 2011
De parlementsverkiezingen van 2011 zijn overtuigend gewonnen door de Partido Popular (PP) die een absolute meerderheid behaalde. Mariano Rajoy Brey, de aanvoerder van die partij, nam op 20 december 2011 de functie van premier over van José Luis Rodríguez Zapatero, een dag na de inhuldigingssessies van de Cortes Generales, de Spaanse Staten Generaal. Soraya Sáenz de Santamaría was namens de PP belast met het onderhandelen van de overdracht met de huidige zittende regering.

### 2011

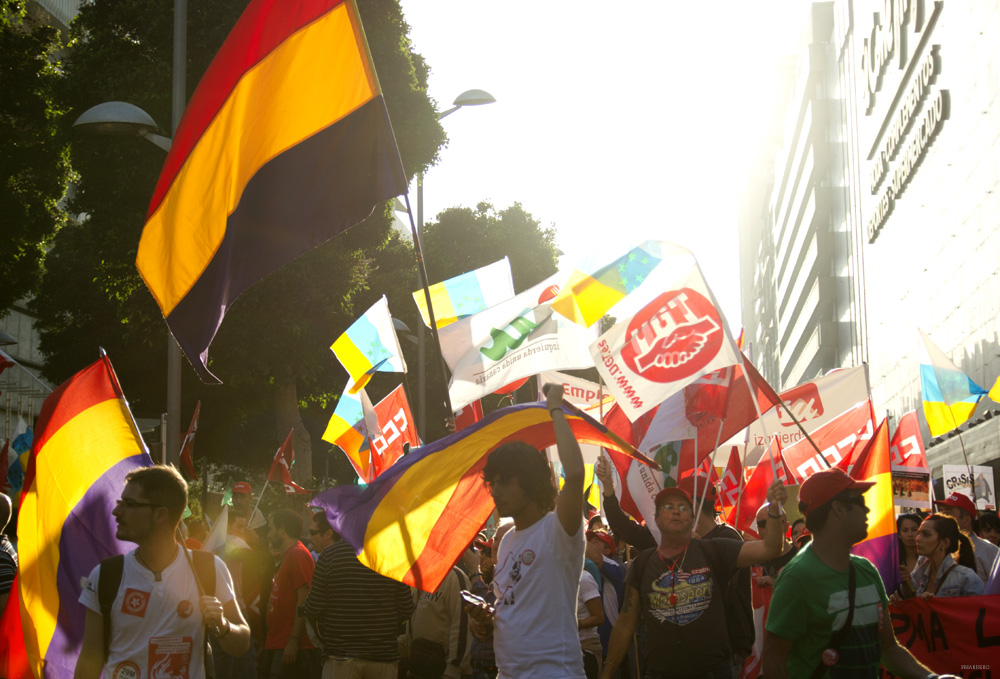
Demonstratie in Las Palmas de Gran Canaria op 29 maart

- Tijdens zijn inhuldigingsrede op 20 december kondigt Rajoy aan 16,7 miljard te willen bezuinigen (en als het tekort op de balans van 2011 groter blijkt te zijn dan verwacht, 7% in plaats van de verwachte 6%, wil hij zelfs 10 miljard meer bezuinigen). De belangrijkste posten waar zijn regering in wil snijden zijn sociale voorzieningen zoals werkloosheidsuitkeringen, de gezondheidszorg en het ambtenarenapparaat. Verder staat hij een versobering van de rechten van werknemers voor, om te bezuinigen maar ook als maatregel tegen de werkloosheid. Zoals beloofd tijdens de campagne worden gepensioneerden ontzien in de bezuinigingen.

### 2012
- In februari keurt de regering een aanzienlijke hervorming van de arbeidsmarkt goed. Deze hervorming heeft tot doel werkgelegenheid te creëren. Een aantal van de belangrijkste punten zijn het versoepelen van het ontslagrecht en het verzwakken van collectieve arbeidsovereenkomsten. Deze hervorming ontvangt veel kritiek: volgens vakbonden is het gevolg een verzwakking van de positie van de werknemer en een toename van de werkloosheid, in plaats van een afname. Op 29 maart wordt er een algemene staking georganiseerd tegen de hervormingen.
- Op 10 juni moet de regering, tegen alle verkiezingsbeloftes in, een beroep doen op het Europese noodfonds om door middel van het Fondo de Reestructuración Ordenada Bancaria de Spaanse banken te herkapitaliseren[2]. Kern van het probleem is de bank Bankia, die eerder, in mei, al genationaliseerd had moeten worden.
- In juli kondigt de regering een nieuw pakket maatregelen tegen de crisis aan. Een van de belangrijkste maatregelen is de verhoging van de B.T.W. van 18% naar 20%. Daarnaast worden de pensioenen en het ambtenarenapparaat hervormd, ministeries afgeslankt en wordt op een aantal sociale regelingen bezuinigd[3].

Constitutieve legislatuur (1977-1979) · I (1979-1982) · II (1982-1986) · III (1986-1989) · IV (1989-1993) · V (1993-1996) · VI (1996-2000) · VII (2000-2004) · VIII (2004-2008) · IX (2008-2011) · X (2011-2016) · XI (2016) · XII (2016-2019) · XIII (2019) · XIV (2019-2023) · XV (vanaf 2023)